# Philippe Renaud
Philippe Renaud (Créteil, 23 novembre 1962) è un ex canoista francese.
Alle olimpiadi di Seoul 1988 ha vinto un bronzo nel C2 500m, in coppia con Joel Bettin.
Si è ritirato dall'attività agonistica.

## Palmarès
- Olimpiadi
  - Seoul 1988: bronzo nel C2 500m.
- Mondiali
  - 1989: bronzo nel C2 500m e C4 500m.
  - 1991: argento nel C2 500m.